# 대한민국의 아이돌 그룹 목록
다음은 대한민국의 아이돌 그룹 목록이다.

## 같이 보기
- K-pop 음악가 목록
- 대한민국의 걸 그룹 목록
- 대한민국의 보이 밴드 목록